# Michael Judge
Michael Judge (* 12. Juni 1975 in Dublin) ist ein irischer Snookerspieler aus Dublin. Von 1992 bis 2011 spielte er 19 Jahre lang auf der Profitour. Nach zehn Jahren Pause kehrte er 2021 – im Alter von 45 Jahren – noch einmal für zwei Jahre auf die World Snooker Tour zurück.

## Karriere

### Anfänge und Aufstieg in die Top 64
Michael Judge war schon als Jugendlicher ein erfolgreicher Snookerspieler. Mit 16 Jahren wurde er irischer U18- und gesamtirischer U16-Meister (Irland und Nordirland). Daraufhin nahm er bereits im Jahr danach an der Turnieren der in den 1990er Jahren für alle offenen Profitour teil. Bereits bei seinem zweiten Turnier, dem Grand Prix 1992, verpasste er nur um einen Sieg den Einzug ins Hauptturnier. Acht Qualifikationsrunden hatte er überstanden und dabei unter anderem Chris Small besiegt. Sein zweitbestes Ergebnis war die 6. Runde bei der Weltmeisterschaft. Bei der Irish Professional Championship erreichte er das Achtelfinale. Damit begann er im Saisonabschluss immerhin auf Platz 262 der Weltrangliste, wodurch er sich einige Qualifikationsrunden ersparte. Im zweiten Jahr tat er sich anfänglich schwer, aber beim Thailand Open 1994 schaffte er es unter die Letzten 64 und gewann davor vier seiner fünf Qualifikationsspiele zu Null, eines davon gegen den ehemaligen Top-16-Spieler Cliff Wilson. Das Hauptturnier verpasste er aber bei dem Top-32-Turnier erneut. Bei der Weltmeisterschaft verbesserte er sich unter die Letzten 96. In der folgenden Saison wiederholte er beim Dubai Classic und bei der UK Championship den Einzug unter die Letzten 64. Beim letztgenannten Turnier, dem zweitwichtigsten Ranglistenturnier, war das gleichbedeutend mit seinem ersten Einzug in ein Hauptturnier. Bei den Welsh Open 1995 stand er in der Runde der Letzten 64 seinem Landsmann, dem Weltranglisten-7. Ken Doherty gegenüber, den er in einem knappen Entscheidungsframe mit 5:4 schlug. Ebenfalls mit 5:4 verlor er danach gegen Mark Flowerdew. Auch bei den British Open erreichte er das Hauptturnier, hatte gegen den Weltranglistenersten Stephen Hendry beim 1:5 keine Chance. In der Weltrangliste machte er nach der Saison 1994/95 einen Sprung auf Platz 100.
1995/96 erreichte der Ire bei den Profiturnieren fast immer mindestens die Runde der Letzten 128. Bestes Saisonergebnis war der Einzug unter die Letzten 32 beim International Open 1996. Zuvor hatte er in der ersten Hauptrunde des Turniers die Nummer 5 der Weltrangliste James Wattana mit 5:3 geschlagen. In der Folgesaison erreichte er bei der Benson & Hedges Championship das Achtelfinale, allerdings nahmen an dem Turnier die Top 16 nicht teil. Ein paar Monate später erreichte er bei den British Open erstmals bei einem vollwertigen Ranglistenturnier das Achtelfinale und nach einem Sieg über Dominic Dale sogar das Viertelfinale. Zuvor hatte er ein weiteres Mal gegen Ken Doherty gewonnen. Bei der Weltmeisterschaft am Saisonende erreichte er erstmals die letzte Qualifikationsrunde und verpasste durch ein 9:10 gegen Gary Wilkinson knapp den Einzug in die Hauptrunde im Crucible Theatre. Damit verbesserte er sich auch unter die Top 64 der Welt und qualifizierte sich auch für die ab der folgenden Spielzeit beschränkten Main Tour.

### Aufstieg in der Rangliste bis auf Platz 24
In den nächsten beiden Jahren stagnierte allerdings seine Leistung. In der Saison 1997/98 kam er kein einziges Mal über die Letzten 64 hinaus. Dies setzte sich im Jahr darauf fort, bis er bei den British Open 1999 erstmals wieder unter die Letzten 32 kam. Bei der folgenden Weltmeisterschaft verpasste er erneut ganz knapp mit 9:10 den Crucible-Einzug, diesmal gegen den Nordiren Terry Murphy. Im Jahr darauf erreichte er immerhin zweimal die Runde der Letzten 32 und besiegte dabei unter anderem den Thailänder James Wattana beim Thailand Masters 2000. Obwohl er bei der WM danach zum dritten Mal das Hauptturnier verpasste (7:10 gegen Darren Morgan), ging es in der Rangliste wieder aufwärts. In der Saison 2000/2001 besiegte er bei der UK Championship Terry Murphy und Paul Hunter und erreichte mit dem Achtelfinale sein bestes Ergebnis bei dem Turnier. Auch beim Thailand Masters und den Scottish Open kam er bis ins Achtelfinale. Gleich zweimal besiegte er dabei den Top-16-Spieler Dave Harold. Bei der Weltmeisterschaft 2001 musste er in der Runde der Letzten 48 gegen Jimmy White antreten. Mit einem 10:7-Sieg gelang ihm sein erster Crucible-Einzug und sein erstes Spiel in dieser Spielstätte gewann er mit 10:6 gegen den Weltranglisten-10. John Parrott. Im WM-Achtelfinale verlor er dann aber mit 7:13 gegen Ken Doherty. Am Saisonende stand er damit erstmals unter den Top 32 der Welt auf Platz 28.
Im Jahr darauf konnte Judge die Leistung bestätigen, beim European Open und den Scottish Open stand er weitere zweimal im Achtelfinale. Mit Joe Swail und Mark King besiegte er zwei weitere Top-16-Spieler. Bei der nicht für die Weltrangliste zählenden Benson & Hedges Championship kam er ins Viertelfinale. Die großen Erfolge blieben aber aus, bei der UK Championship und der Weltmeisterschaft erreichte er zwar wieder die Letzten 32, verlor dann aber beide Male gegen Peter Ebdon, der allerdings danach auch Weltmeister wurde. Trotzdem erreichte er am Ende mit Platz 24 die beste Weltranglistenplatzierung in seiner Karriere.

### Die 2000er Jahre als Profi
In der Saison 2002/03 erreichte er beim LG Cup und den British Open die Letzten 32 und bei der Benson & Hedges Championship ein letztes Mal das Viertelfinale, danach verlor er aber bis zum Saisonende alle Auftaktmatches und verpasste damit auch seinen dritten Crucible-Einzug in Folge. Die schwache zweite Saisonhälfte kostete ihn auch seine Top-32-Platzierung. In den folgenden Jahren stagnierte er um Platz 40 der Rangliste. 2003/04 erreichte er zweimal die Letzten 32 und verpasste mit 9:10 gegen John Parrott knapp einen weiteren Hauptrundeneinzug bei der Weltmeisterschaft. Die Saison 2004/05 begann allerdings mit einem weiteren Karrierehöhepunkt: Beim Grand Prix besiegte er den Weltranglistenzweiten Mark Williams und anschließend Marcus Campbell, Marco Fu und Joe Perry. Damit stand er zum einzigen Mal in seiner Karriere in einem Ranglistenturnier im Halbfinale, das er mit 1:6 gegen Ian McCulloch verlor. Danach überstand er aber in 6 der 7 folgenden Turniere wieder sein Auftaktmatch nicht. Nur beim Irish Masters kam er bis ins Achtelfinale und besiegte dabei mit John Higgins die Nummer 5 der Welt. Im Jahr darauf verlor er bei allen Ranglistenturnieren spätestens in der zweiten Runde. Das Viertelfinale bei der Irish Professional Championship für irische und nordirische Spieler war der einzige Saisonerfolg.
Dies übertraf er aber zu Beginn folgenden Saison, als er nach Siegen über Fergal O’Brien und David Morris das Finale erreichte und sich schließlich nur Ken Doherty mit 4:9 geschlagen geben musste. Danach lief es auch bei den weiteren Turnieren besser, beim Malta Cup 2007 erreichte er die Runde der Letzten 32 und bei den Welsh Open nach Siegen über die Top-16-Spieler Ryan Day und Barry Hawkins das Achtelfinale. Bei der Weltmeisterschaft scheiterte er ein weiteres Mal knapp 9:10 gegen Marco Fu in der letzten Qualifikationsrunde. Das alles brachte ihn aber in der Weltrangliste erstmals wieder nach oben. Und nachdem er 2007/08 beim Grand Prix und bei den Welsh Open das Achtelfinale erreicht hatte und gegen Michael Holt seinen dritten Crucible-Einzug bei der Weltmeisterschaft perfekt gemacht hatte – wo er dann gegen Ryan Day verlor –, rückte er mit 33 Jahren noch einmal auf Platz 30 der Weltrangliste vor.

### Tourabschied, Amateurjahre und späte Rückkehr als Profi
Die nächste Saison verlief aber sehr durchwachsen. Zwei Achtelfinals bei der Bahrain Championship und den Welsh Open standen sechs Auftaktniederlagen gegenüber. Bei der Weltmeisterschaft verlor er zum achten Mal in seiner Karriere in der letzten Qualifikationsrunde, so oft wie kein anderer Spieler. Als er dann in der Saison 2009/10 bei nur noch sechs Ranglistenturnieren 3-mal in der ersten Runde ausschied und nur einmal die Runde der Letzten 32 erreichte, büßte er in der Zweijahreswertung der Weltrangliste viele Punkte ein. Im Jahr darauf gab es einen großen Umbruch im Profisnooker mit vielen neuen Turnieren, aber der Ire konnte die vielen Chancen weder bei den großen Turnieren noch bei den kleinen Turnieren der neuen Players Tour Championship nutzen. Insgesamt gewann er nur drei Matches in der ganzen Saison. Dadurch fiel er aus den Top 64 heraus und verpasste nach 19 Profijahren die Qualifikation für die nächste Saison.
Nach der Profikarriere blieb Michael Judge erfolgreich im Amateursnooker aktiv. 2013 wurde er erstmals irischer Amateurmeister. Im Jahr darauf verlor er das Finale gegen Martin McCrudden. 2013 und 2014 erreichte er bei der Amateurweltmeisterschaft jeweils die Runde der Letzten 32 und 2016 das Viertelfinale. Bei der Europameisterschaft stand er 2016 und 2017 jeweils im Achtelfinale. 2018 holte er sich seinen zweiten nationalen Meistertitel.
Im selben Jahr nahm er mit 42 Jahren noch einmal an den Main-Tour-Qualifikationsturnieren der Q School teil. Zweimal erreichte er das Halbfinale seiner Gruppe. Bei mehreren Turnieren der Saison 2018/19 bekam er danach einen der Amateurstartplätze. Bei der Weltmeisterschaft besiegte er Peter Lines und Xiao Guodong und verpasste durch eine 6:10-Niederlage den Einzug in die WM-Hauptrunde nur um einen Sieg.
2019 wurde er UK Seniors Champion im Finale gegen Jimmy White. Im Corona-Jahr 2020 kam das Amateursnooker weitgehend zum Erliegen und er spielte nur einige wenige Seniorenturniere. 2021 trat er dann erneut in der Q School an. Im ersten Turnier scheiterte er früh an Kuldesh Johal, in Turnier 2 traf er dann im Entscheidungsspiel erneut auf Johal und mit einem glatten 4:0-Sieg sicherte er sich zwei weitere Jahre als Profi auf der World Snooker Tour. Zu Beginn der Saison 2021/22 hatte er Anpassungsschwierigkeiten und mehr als ein Unentschieden gegen Duane Jones in der Championship League gelang ihm nicht. Bei den Scottish Open im Dezember schaffte er den ersten Sieg mit 4:1 über Graeme Dott. Danach holte er nur noch gegen Zhao Jianbo bei der Weltmeisterschaft Punkte und startete damit in sein zweites Jahr von Ranglistenplatz 87. In der Championship League 2022 überstand er die erste Gruppenphase und kam unter die Letzten 32. Anschließend gewann er beim European Masters sein Auftaktmatch gegen Fan Zhengyi. Doch dem guten Beginn folgte eine schwache Saison. Nur bei der UK Championship gelang ihm noch ein Sieg, meist verlor er seine Spiele sehr deutlich. So schloss er lediglich auf Platz 102 der Rangliste ab und musste die Profitour wieder verlassen. Eine erneute Qualifikation über die Q School versuchte er nicht.

## Erfolge
Ranglistenturniere:
- Halbfinale: Grand Prix (2004)
- Viertelfinale: British Open (1997)

Andere Profiturniere:
- Finale: Irish Professional Championship (2006)
- Viertelfinale: Benson & Hedges Championship (2001, 2002, 2007), Irish Professional Championship (2005, 2007)

Amateurturniere:
- Irischer Meister (2013, 2018)
- UK Seniors Champion (2019)

Qualifikationsturnier:
- Q School (Qualifikation in Turnier 2 / 2021)